# Castilleja albobarbata
Castilleja albobarbata là loài thực vật có hoa thuộc họ Cỏ chổi. Loài này được Iltis & G.L.Nesom mô tả khoa học đầu tiên năm 2003.